# Lehoczky Sipos Judit
Lehoczky Judit (Zalaegerszeg, 1961. október 20. –)  operett és  dalénekes. Legfőbb műfajai az operett, nosztalgia és tánczene.

„A szabadság szikrái, a nyári napfény tüze, a víz hűsítő hullámai bujkálnak hangjában, ragyogó mosolya szeretetet és kedvességet áraszt. Hite és varázslatos üzenete egyszerű és kincsértékű: A CSODÁT VÁRNI KELL, MERT IGENIS LÉTEZIK!”

## Élete
Sipos István az énekesnő üknagyapja építette a zalaszentiváni katolikus templomának ácsolatát. A Sipos család több helyen megemlítésre kerül Zalaegerszeg történeti könyvében.
A Sipos István név aztán folyamatosan előkerül az 1860-as évektől, mivel, id. Sipos István az énekesnő dédnagyapja szintén ácsmester volt 4 testvérével együtt. A nagyapa, ifj. Sipos István vezetésével megalakult a helyi Színjátszó Kör. Lehoczky Sipos Judit civil szakmája ük- és dédszülei után építész is lett.
Két gyermeke született, Judit és József.

### Zenei pályájának kezdete
Már kisgyermekkorától készült az énekesi pályára. Zenei általános iskolában tanult, majd magán-énektanárhoz járt. 1994-ben, előadóművészi vizsgáját követően, sikeresen pályára lépett.

### Zenei felfutása
„A hang, amit kaptam: szolgálat Isten és ember felé, mindenkor és minden körülmények között.”

– Hitvallásom 

„Ez a gyönyörű gondolat áll Lehoczky  Judit operett és dalénekes honlapjának az elején s bevallom, Judit bárhol is énekel, ott egy pillanatra megtisztulunk mi is. Átérezzük az igazság, az öntudat és az emberség valóságát, érvényét és könny szökik a szemünkbe.”

Énekesi pályája hivatalosan 1994-ben kezdődött, amikor előadóművészi engedélyt szerzett. Eleinte vendéglátóipari egységekben énekelt, majd 2002-től a veszprémi Verbunkos együttes szólistájaként is fellépett. 2002 óta főként színpadi fellépéseket vállalt. Részt vett zenei fesztiválokon és koncerteken. 2003-ban a veszprémi Verbunkos együttessel vendégszerepelt Mauritius szigeteken, a Port Louis, és Virginia városokban a Magyar Köztársaságot képviselve és Hollandiában Castricum városában is. Mauritiusi műsoraiknak vendége volt az idegenforgalmi és a kulturális miniszter is.
2004 októberében nagy sikerrel szerepelt a békéscsabai kolbászfesztiválon, melynek záróestéjén ifj. Sánta Ferenc és zenekara kísérte, ahol felcsendült a híres Lehár Ferenc dal: „Messze a nagy erdő”. Ezt a programot a Duna Televízió is sugározta. 2006 szeptemberében fellépett nagy közönségsikerrel 15 000 ember előtt a Somlóvásárhelyi Napokon, ahol olyan kollégákkal lépett fel, mint Bangó Margit és Hevesi Tamás. 2006 és 2007 októberében nyitó műsora volt a veszprémi Verbunkos együttes zenészeivel a Balatonfüredi Reformkori Napoknak. Ugyanazon évben  sikeres meghívást teljesített Budapesten a Rendőrnapokon.  Azóta számos fellépésnek tett sikerrel eleget. Többek között Malmőben  2009-ben Svédországban is.

„Életem fő célja a magyar és egyetemes  zenei kincs ápolása, ezzel átadva szeretett közönségemnek külföldön és itthon egyaránt. Így teszek eleget magyar, hazáját szerető honpolgárként Huszka Jenő, Kálmán Imre, Lehár Ferenc, Kodály Zoltán, Liszt Ferenc és Bartók Béla munkásságának megőrzéséért.”

1997-ben a felsőörsi református  templomban az ő szereplésével nyitották meg az Egyházzenei Napokat. 2011. augusztus 20-án Sümegen műsort énekelt Barsi Balázs ferences atya, egyetemi tanár díszpolgárrá avatásán, amelyen közreműködtek a veszprémi Pannon Várszínház színészei is, versekkel. Énekelt dalok: Bizet: Agnus Dei, César Franck: Panis Angelicus, Mozart: Ave Verum Corpus. 2012-ben pedig Kiskunhalason Müller Ilona zongoraművésznő kíséretével hallgatta  a közönség Mozart, Bach, Liszt Ferenc, César Franck, Bizet, Franz Schubert, Pergolesi és Händel műveit.

## Érdekességek
A zene világában példaképei: Kovács Apollónia, Sass Sylvia, a külföldi énekesek közül Maria Callas.